# Persecution Mania
Persecution Mania es el segundo álbum de la banda alemana de thrash metal Sodom, editado en 1987 por Steamhammer/SPV.
A partir de este álbum, Sodom cambia su estilo descrito como "blackened thrash metal" a un sonido de thrash metal más tradicional, con temas bélicos en las letras, especialmente en referencia a la Guerra de Vietnam.

## Canciones
1. "Nuclear Winter" – 5:26
2. "Electrocution" – 3:26
3. "Iron Fist" – 2:45 (Cover de Motörhead)
4. "Persecution Mania" – 3:40
5. "Enchanted Land" – 4:01
6. "Procession to Golgotha" – 2:33
7. "Christ Passion" – 6:13
8. "Conjuration" – 3:44
9. "Bombenhagel" – 5:11

Bonus tracks:
1. "Outbreak of Evil" (3:32)
2. "Sodomy & Lust" (5:14)
3. "The Conqueror" (3:29)
4. "My Atonement" (6:05)

## Miembros
- Tom Angelripper - voz/bajo
- Frank Blackfire - guitarra
- Chris Witchhunter - batería